# Mart Poom
Mart Poom (Tallinn, 3 febbraio 1972) è un ex calciatore estone, di ruolo portiere.

## Carriera

### Club
Cominciò la carriera nella locale squadra del Lõvid ("Leoni"), nell'allora Unione Sovietica, per poi trasferirsi al Flora Tallinn, prima di un breve periodo ai finlandesi del KuPS e agli svizzeri del Wil. Nel 1994 fu acquistato dal Portsmouth, dove giocò solo sette gare prima di essere riprestato al Flora. Nel 1997 fu ceduto al Derby County, squadra con cui fece il proprio debutto in Premiership contro il Manchester Utd all'Old Trafford.
Dopo la retrocessione del Derby in First Division nell'estate del 2002, Poom andò al Sunderland nel novembre di quell'anno. Il 20 settembre 2003, fece un gol di testa al 90' pareggiando per il Sunderland contro la sua ex squadra (il Derby) al Pride Park.
La carriera di Poom al Sunderland fu interrotta da diversi infortuni, e lui trascorse buona parte della stagione 2003-2004 in riabilitazione. Fu prestato all'Arsenal nell'agosto 2005 come sostituto di Jens Lehmann e di Manuel Almunia, prima che il contratto diventasse permanente nel gennaio del 2006. Divenne il terzo portiere dei Gunners, e non giocò nemmeno un incontro nella stagione 2005-2006, mentre fu il primo estone a ricevere una medaglia in Champions League (medaglia d'argento) dopo che l'Arsenal raggiunse la finale, perdendola contro il Barcellona. Poom non giocò nemmeno un minuto e non entrò in campo neanche in finale, ma fu uno dei 25 uomini scelti dall'Arsenal per la Champions, e ricevette la sua medaglia.
Fece il suo debutto per l'Arsenal l'8 novembre 2006 in una gara di League Cup contro l'Everton vinta per 1-0, rimpiazzando l'infortunato Manuel Almunia nell'intervallo. La sua prima e unica presenza per i londinesi in Premiership giunse all'ultima giornata del campionato 2006-2007 contro il Portsmouth, nel pareggio per 0-0.
Poom firmò allora per il Watford, il 26 maggio 2007, con un contratto definitivo e una cifra non rivelata, risultando in più rispetto ai bisogni dell'Arsenal dopo che i Gunners avevano messo sotto contratto il portiere polacco Łukasz Fabiański dal Legia Varsavia.

### Nazionale
Poom ha rappresentato l'Estonia 120 volte, debuttando nel 1992 (quando giocava nel KuPS in Finlandia) in un'amichevole internazionale contro la Slovenia.
Nel novembre 2003, nei festeggiamenti per il 50º anniversario della UEFA, fu nominato Golden Player dalla federazione calcistica del suo paese come più forte giocatore estone degli ultimi 50 anni.
Mart Poom si è ritirato all'età di 37 anni nel giugno 2009.

## Vita privata
Mart è sposato con una donna di nome Lissel (nata nel 1975), con la quale ha due figli, chiamati Markus (nato nel 1998) e Andreas (nato nel 2003). Markus è nato a Derby in Inghilterra e ha deciso di percorrere le orme del padre intraprendendo la carriera da calciatore.

## Palmarès

### Individuale
- Calciatore estone dell'anno: 6

1993, 1994, 1997, 1998, 2000, 2003